# Nick Hendrix
Nick Hendrix (født 19. marts 1985 i Ascot i Berkshire) er en britisk skuespiller.
Nick er mest kendt for at have medvirket i tv-serien Kriminalkommissær Barnaby, hvor han spillede den kriminalassistent Jamie Winter.
I år 2016 overtog han rollen fra Gwilym Lee som kriminalkommissær Barnabys kriminalassistent.

## Filmography

### Television
| Year  | Title                   | Role                           | Notes                             |
| ----- | ----------------------- | ------------------------------ | --------------------------------- |
| 2011  | Silk                    | Peter (Outdoor Clerk)          | Episode: 1.1                      |
| 2011  | Black Mirror            | Andrew                         | 1. episode: "The National Anthem" |
| 2012  | Inspector George Gently | Anthony Baugh                  | Episode: "Gently with Class"      |
| 2013  | Jordmoderen             | Bob Lacey                      | Episode: 2.7                      |
| 2013  | Lightfields             | Glenn                          | Episoder: 1.3, 1.4                |
| 2013  | The White Queen         | Edmund Beaufort                | Episode: "War at First Hand"      |
| 2013  | Medics                  | Simon Denham                   | TV movie / pilot                  |
| 2015  | Kriminalkommissær Foyle | Robert Lucas                   | Episode: "Trespass"               |
| 2016  | Marcella                | Adrian Cooper                  | Episoder: 1.2–1.4                 |
| 2016  | The Crown               | Billy Wallace                  | Episoder: "Gloriana", "Gelignite" |
| 2016– | Midsomer Murders        | kriminalassistent Jamie Winter | Series: 19–                       |

### Film
| Year | Title                                   | Role                | Notes |
| ---- | --------------------------------------- | ------------------- | ----- |
| 2011 | Captain America: The First Avenger      | Army Heckler        |       |
| 2012 | Red Tails                               | Co-Pilot Al         |       |
| 2015 | National Theatre Live: Man and Superman | Hector Malone       |       |
| 2015 | Legend                                  | Hew McCowan         |       |
| 2015 | Suffragette                             | Government Minister |       |